# Banco Nacional de Costa Rica
El Banco Nacional de Costa Rica (por sus siglas BNCR) es el banco comercial más grande de Costa Rica, y el tercero de América Central por activos después del BAC Credomatic y el Banco Industrial Guatemala. Es el número 37 en el ranking de bancos más grandes de América Latina Su sede central se ubica entre la Avenida 3, Calle 4 en San José, Costa Rica.
La torre que sirve como sede principal del banco fue el edificio habitable más alto del país hasta el 2011 (superado por las Torres Paseo Colón desde entonces), con 80 metros y 22 pisos contando último piso, la azotea y el helipuerto, y 68 metros hasta el piso 19 (la altura total de la torre es de 80.3 m, según referencia de ficha técnica de la Universidad de Costa Rica). Actualmente es el sexto edificio habitable más alto de Costa Rica, aunque existen otros edificios en obra gris que superan la altura del icónico inmueble. 
Tiene una participación del 49% en el Banco Internacional de Costa Rica Limited (BICSA), entidad incorporada en la República de Panamá, y es dueño del 100% de las acciones de BN-Valores (Puesto de Bolsa), BN-Vital (Operadora de fondos de pensión), BN-SAFI (Fondos de inversión) y BN Corredora de Seguros. Fitch Ratings afirmó en enero de 2013 la calificación nacional de Banco Nacional de Costa Rica (BNCR) en 'AA+(cri)'. La perspectiva de la calificación es Estable. A nivel internacional, dado que tiene la garantía estatal, el BNCR obtuvo la misma calificación que posee el Gobierno de Costa Rica (BB+)

## Historia
El 9 de noviembre de 1914, bajo el nombre de Banco Internacional de Costa Rica, se crea el primer banco de carácter estatal en Costa Rica, durante el gobierno de Alfredo González Flores. La entidad establecida por la Constitución Política de la República costarricense se orientó en la época para desarrollar la actividad agrícola y rural del país; actividad que continúa a pesar de los años. Desde su fundación, esta empresa financiera se considera institución autónoma de derecho público, con personería jurídica e independencia en materia de administración.
En 1936 abre el nuevo edificio del Banco Nacional de Costa Rica, en estilo art decó, diseñado por Daniel Domínguez Párraga.  Ése mismo año, el 5 de noviembre de 1936, bajo decreto de ley, se cambia el nombre a Banco Nacional de Costa Rica, mejorando los servicios que ofrece y, con el paso del tiempo, creando nuevos para ayudar al desarrollo de la población costarricense.